# Lasse Wehmeyer
Lasse Wehmeyer (Münster, 18 settembre 2002) è un calciatore tedesco, attaccante del VVV-Venlo.

## Carriera
Ha fatto il suo debutto fra i professionisti con l'Heracles Almelo il 30 settembre 2022 in Eerste Divisie nella vittoria per 2-1 contro il Den Bosch; dopo la vittoria del campionato, l'anno seguente ha esordito in Eredivisie, giocandovi 4 partite senza mai segnare.
Nell'estate del 2024 è passato al VVV-Venlo, nuovamente nella seconda divisione olandese.

## Statistiche

### Presenze e reti nei club
Statistiche aggiornate al 22 ottobre 2023.
| Stagione        | Squadra         | Campionato      | Campionato | Campionato | Coppe nazionali | Coppe nazionali | Coppe nazionali | Coppe continentali | Coppe continentali | Coppe continentali | Altre coppe | Altre coppe | Altre coppe | Totale | Totale | Totale |
| Stagione        | Squadra         | Comp            | Pres       | Reti       | Comp            | Pres            | Reti            | Comp               | Pres               | Reti               | Comp        | Pres        | Reti        | Pres   | Reti   |        |
| --------------- | --------------- | --------------- | ---------- | ---------- | --------------- | --------------- | --------------- | ------------------ | ------------------ | ------------------ | ----------- | ----------- | ----------- | ------ | ------ | ------ |
| 2022-2023       | Heracles Almelo | 1D              | 20         | 4          | CO              | 2               | 0               |                    | -                  | -                  |             | -           | -           | 22     | 4      |        |
| 2023-2024       | Heracles Almelo | ED              | 4          | 0          | CO              | 0               | 0               |                    | -                  | -                  |             | -           | -           | 4      | 0      |        |
| Totale carriera | Totale carriera | Totale carriera | 24         | 4          |                 | 2               | 0               |                    | -                  | -                  |             | -           | -           | 26     | 4      |        |

## Palmarès

### Club

#### Competizioni nazionali
- Eerste Divisie: 1

Heracles Almelo: 2022-2023